# Antioch (Ohio)
Antioch és una vila dels Estats Units a l'estat d'Ohio. Segons el cens del 2000 tenia 89 habitants.

## Demografia
Segons el cens del 2000, Antioch tenia 89 habitants, 34 habitatges, i 26 famílies. La densitat de població era de 343,6 habitants per km².
Per edats la població es repartia de la següent manera: un 28,1% tenia menys de 18 anys, un 3,4% entre 18 i 24, un 28,1% entre 25 i 44, un 20,2% de 45 a 60 i un 20,2% 65 anys o més.
L'edat mediana era de 40 anys. Per cada 100 dones de 18 o més anys hi havia 93,9 homes.
La renda mediana per habitatge era de 25.313 $ i la renda mediana per família de 41.250 $. Els homes tenien una renda mediana de 28.750 $ mentre que les dones 20.750 $. La renda per capita de la població era de 14.547 $. Aproximadament el 3,8% de les famílies i el 10,8% de la població estaven per davall del llindar de pobresa.

## Poblacions properes
El següent diagrama mostra les poblacions més properes.